# Robert Spencer, 4.º Conde de Sunderland
Robert Spencer, 4.° Conde de Sunderland (24 de outubro de 1701 — 15 de setembro ou 27 de novembro de 1729) foi o filho de Charles Spencer, 3.° Conde de Sunderland, e de sua esposa, Lady Anne Churchill.
A 19 de abril de 1722, sucedeu seu pai como Conde de Sunderland. A 11 de outubrode 1727, serviu como Lord Carver na coroação do Rei George II. Morreu aos vinte e sete anos, de febre, em Paris, França. Seu corpo está enterrado em Brington, Northamptonshire.